# Heyen
Heyen er en kommune i den nordvestlige del af Landkreis Holzminden i den sydlige del af tyske delstat Niedersachsen, med 468 indbyggere (2012), og en del af amtet Bodenwerder-Polle.

## Geografi
Kommunen ligger centralt i landskabet Weserbergland mellem Weseraue og Ithsletten.

### Nabokommuner
Heyen grænser mod nordvest og nord til kommunen Emmerthal i Landkreis Hameln-Pyrmont, mod øst til Halle, mod syd til an Bodenwerder og mod sydvest til Hehlen.